# Maesa clementis
Maesa clementis är en viveväxtart som beskrevs av Elmer Drew Merrill. Maesa clementis ingår i släktet Maesa och familjen viveväxter. Inga underarter finns listade i Catalogue of Life.